# Kóstas Takhtsís
Kóstas Takhtsís (en grec moderne : Κώστας Ταχτσής), né le 8 octobre 1927 à Thessalonique et mort le 25 août 1988 à Athènes, est un écrivain grec du XXe siècle.

## Biographie
Le père de Kóstas Takhtsís, Grigórios, et sa mère Élli étaient originaires de la Roumélie orientale, une région de Thrace appartenant aujourd'hui à la Bulgarie. À l’âge de sept ans, après la séparation de ses parents, le jeune Kóstas est envoyé à Athènes pour y vivre chez sa grand-mère. À la fin de ses études secondaires, il s’inscrit à la faculté de droit de l'université d'Athènes, mais ne terminera jamais ses études.
En 1947, il est appelé au service militaire, et en 1951, il est engagé comme assistant du directeur américain du projet de barrage de Louros. Du début de 1954 à 1964, il voyage et séjourne dans divers pays d’Europe occidentale, en Afrique, en Australie et aux États-Unis, exerçant divers métiers, de marin à directeur adjoint de la cuisine d’un restaurant. À son retour en Grèce, il s’efforce de subsister comme guide touristique, traducteur et finalement comme écrivain professionnel. Pendant la période de la dictature des colonels (1967-1974), il se heurte plusieurs fois aux autorités policières. Homosexuel assumé, il luttera pour faire reconnaître les droits des homosexuels, dénonçant la répression et la marginalisation dont ils font l'objet.
Le 27 août 1988, il est découvert par sa sœur, assassiné à son domicile de Kolonós. Ce crime n’a jamais été élucidé. L’autopsie a seulement montré que la mort était survenue par strangulation dans les deux jours précédents.

## Œuvre
Takhtsís est apparu dans la littérature grecque au début des années 1950 avec ses recueils de poèmes : Dix poèmes, Petits Poèmes et Vers la douzième heure, qu’il a ensuite désavoués. Deux autres recueils ont suivi : La Symphonie du Brésilien et (1954) et Le Café Byzantium (1956).
Malgré de grandes difficultés, il fait paraître en 1962 son roman Le Troisième Anneau, qui l’a consacré par la suite comme l’un des meilleurs prosateurs de sa génération. Avec Nanos Valaoritis et d’autres, il fait partie de l’équipe rédactionnelle du magazine littéraire d’avant-garde Pali (1964–1967). En 1972, il publie le recueil de nouvelles La Petite Monnaie, et en 1979, une série de récits autobiographiques sous le titre de Ma grand-mère Athènes.
Le Troisième Anneau a paru aux éditions Gallimard en 1967 dans une traduction de Jacques Lacarrière. D’autres ouvrages publiés après la mort de Takhtsís n’ont pas encore été traduits en français.
Kóstas Takhtsís a également traduit en grec moderne des textes grecs anciens (dont plusieurs comédies d’Aristophane) et des œuvres de littérature étrangère.